# 堅田町
堅田町（かたたちょう）は、かつて滋賀県滋賀郡に属していた町。現在の大津市北西部、湖西線堅田駅周辺および国道367号・国道477号沿線にあたる。本項では町制前の名称である堅田村（かたたむら）についても述べる。

## 地理
- 山：大尾山、皆子山、鎌倉山、釣瓶岳、武奈ヶ岳、比良山、烏谷山、比良岳、打見山、蓬萊山、霊仙山、曼陀羅山
- 峠 ； 途中越、南比良峠
- 河川：真野川、天神川、安曇川
- 湖沼：琵琶湖

## 歴史
- 1889年（明治22年）4月1日 - 町村制の施行により、本堅田村（ほんかたたむら）・今堅田村（いまかたたむら）・衣川村（きぬがわむら）の区域をもって堅田村が発足。
- 1901年（明治34年）7月20日 - 堅田村が町制施行して堅田町となる。
- 1955年（昭和30年）4月1日 - 仰木村・真野村・伊香立村・葛川村と合併し、改めて堅田町が発足。
- 1967年（昭和42年）4月1日 - 大津市に編入。同日堅田町廃止。

## 交通

### 鉄道
- 江若鉄道
  - 江若鉄道線
    - 堅田駅 - 真野駅

江若鉄道は1969年に廃止され、1974年に湖西線堅田駅が内陸寄りに開業。また、1988年に旧真野駅近くに小野駅が設置されたが、同駅は隣接する志賀町に所在する。

### 道路
- 国道161号

## 電気
堅田町は町営で電気事業を始めた。1914年（大正3年）7月事業許可を受け、発電所はもたず京都電燈より受電し11月より事業を開始した。

## 娯楽
- 昭和館 - 映画館